# Bruit en créneaux
Le bruit en créneaux est également nommé burst noise, en anglais.
Il a été découvert et baptisé bruit en créneaux, par Georges Giralt, Jean-Claude Martin et Xavier Mateu-Pérez en 1965 sur des transistors plans au silicium, au Laboratoire de Génie Electrique de la Faculté des Sciences de Toulouse( France) .Il est caractérisé par des créneaux de courant (à tension de polarisation constante) dont l'amplitude est de l'ordre de trois à cinq fois l'amplitude du bruit thermique. On peut rencontrer sur certains transistors, des créneaux de deux niveaux. L'intervalle entre les créneaux peut varier entre quelques millisecondes et une centaine de millisecondes.
Des études approfondies ont été poursuivies, entre 1966 et 1974, dans le cadre du Laboratoire d'Automatique et d'Analyse des Systèmes (LAAS) du CNRS, par Jean-Claude Martin et Gabriel Blasquez, qui ont relié l'origine de ce bruit à des phénomènes de génération-recombinaison sur des défauts à la surface du cristal semiconducteur, . Le bruit en créneaux a été utilisé pour mesurer la fiabilité des transistors. Ce bruit a aussi été observé et analysé, au LAAS et à l'Université de Gainesville (Fla) sur des transistors CMOS et des transistors FET à l'arséniure de gallium.
Bien plus tard il a été identifié  lors du développement de l'un des premiers amplificateurs opérationnels : le 709. la raison était vraisemblablement que les transistors qui le constituaient étaient le siège de défauts de surface liés à la technologie et leurs petites dimensions,
Le bruit en créneaux, dans un amplificateur audio, produit des « pops » qui lui ont valu le nom de bruit popcorn. L'apparition de ces « pops » est aléatoire : ils peuvent se manifester plusieurs fois par seconde puis disparaître pendant plusieurs minutes. La plus grande partie du spectre de ce bruit se situe dans le domaine des fréquences audibles (de quelques centaines de Hz à quelques dizaines de kHz). La densité spectrale de puissance est de la forme suivante :
{\displaystyle D_{b}=K{\frac {I^{\gamma }}{1+(f/f_{c})^{2}}}}.
Le coefficient {\displaystyle \gamma } est compris entre 0,5 et 2 . La fréquence de coupure fc et la constante K sont des caractéristiques du composant.